# Mount Coolum National Park
Mount Coolum National Park är en nationalpark i Australien. Den ligger i delstaten Queensland, omkring 100 kilometer norr om delstatshuvudstaden Brisbane. Arean är 3,7 kvadratkilometer.
Närmaste större samhälle är Coolum Beach, nära Mount Coolum National Park. Genomsnittlig årsnederbörd är 1 778 millimeter. Den regnigaste månaden är januari, med i genomsnitt 345 mm nederbörd, och den torraste är september, med 40 mm nederbörd.